# Windows Server 2008 R2
Windows Server 2008 R2 (кодовое название «Windows Server 7» или «Windows Server 2008 Release 2») — восьмая основная версия операционной системы Windows NT, разработанной Microsoft и выпущенной под торговой маркой Windows Server. Она была выпущена в производство 22 июля 2009 года и стала общедоступной 22 октября 2009 года, в те же даты, что и Windows 7. Эта версия является преемницей Windows Server 2008 на базе Windows Vista, выпущенной годом ранее, и была заменена Windows Server 2012 на базе Windows 8.
Улучшения в Windows Server 2008 R2 включают новые функции для Active Directory, новые возможности виртуализации и управления, версию 7.5 веб-сервера Internet Information Services и поддержку до 256 логических процессоров. Эта операционная система построена на том же ядре, что и клиентская Windows 7, и стала первой серверной операционной системой от Microsoft, которая отказалась от поддержки 32-разрядных процессоров.
Это финальная версия Windows Server, включающая редакции Enterprise и Web Server, и последняя версия, получившая пакет обновления от Microsoft. Она также является финальной версией, поддерживающей IA-64 и процессоры без PAE, SSE2 и NX (хотя обновление 2018 года прекратило поддержку процессоров, не поддерживающих SSE2).
Было выпущено семь редакций Windows Server 2008 R2: Foundation, Standard, Enterprise, Datacenter, Web, HPC Server и Itanium, а также Windows Storage Server 2008 R2. Также была выпущена версия домашнего сервера под названием Windows Home Server 2011.

## История
На конференции профессиональных разработчиков 2008 года компания Microsoft представила Windows Server 2008 R2 как серверный вариант Windows 7, основанный на ядре Windows NT.
7 января 2009 года бета-версия Windows Server 2008 R2 стала доступна подписчикам программ Microsoft TechNet и MSDN, а также участникам программы Microsoft Connect для Windows 7. Два дня спустя бета-версия была выпущена для публики через Центр загрузки Microsoft.
30 апреля 2009 года релиз-кандидат стал доступен подписчикам TechNet и MSDN. 5 мая 2009 года релиз-кандидат стал доступен широкой публике через Центр загрузки Microsoft.
По данным блога Windows Server, ниже приведены даты 2009 года, когда Microsoft Windows Server 2008 R2 стал доступен для различных каналов распространения:
- OEM-производители получили Windows Server 2008 R2 на английском языке и все языковые пакеты 29 июля. Остальные языки стали доступны около 11 августа.
- Партнеры — независимые поставщики программного обеспечения (ISV) и независимые поставщики оборудования (IHV) — могут загрузить Windows Server 2008 R2 с сайта MSDN, начиная с 14 августа.
- ИТ-специалисты с подпиской TechNet смогли загрузить Windows Server 2008 R2 и получить ключи продукта для английского, французского, немецкого, итальянского и испанского вариантов с 14 августа и для всех остальных языков с 21 августа.
- Разработчики с подпиской MSDN могут загрузить и получить ключи продукта для Windows Server 2008 R2 на английском, французском, немецком, итальянском и испанском языках с 14 августа и на всех остальных языках с 21 августа.
- Участники программы Microsoft Partner Program (MPP), имеющие золотой/сертифицированный статус, смогли загрузить Windows Server 2008 R2 через портал MPP 19 августа[11].
- Клиенты корпоративного лицензирования с действующими контрактами Software Assurance (SA) смогли загрузить Windows Server 2008 R2 19 августа через Центр обслуживания корпоративных лицензий.
- Клиенты корпоративного лицензирования без SA могли приобрести Windows Server 2008 R2 по программе корпоративного лицензирования до 1 сентября.
- Кроме того, студенты, имеющие на это право, могли загрузить Windows Server 2008 R2 Standard edition на 15 языках из программы Microsoft Imagine (в то время известной как DreamSpark)[12][13][14][15][16][17][18].

## Новые компоненты
В руководстве для рецензентов, опубликованном компанией, описываются несколько областей улучшения в R2. К ним относятся новые возможности виртуализации (Live Migration, Cluster Shared Volumes с использованием отказоустойчивой кластеризации и Hyper-V), сниженное энергопотребление, новый набор инструментов управления и новые возможности Active Directory, такие как «корзина» для удаленных объектов. В этот выпуск был добавлен IIS 7.5, который также включает обновленные службы FTP-сервера.
Улучшения безопасности включают зашифрованные службы VPN с аутентификацией без клиента через DirectAccess для клиентов, использующих Windows 7, и добавление поддержки DNSSEC для службы DNS-сервера. Несмотря на то, что DNSSEC поддерживается, доступен только один алгоритм подписи: #5/RSA/SHA-1. Так как многие зоны используют другие алгоритмы, это означает, что Windows по-прежнему не может служить рекурсивным распознавателем.
DHCP-сервер поддерживает множество усовершенствований, таких как фильтрация управления на основе MAC-адресов, преобразование активных аренд в резервирования, защита имени DHCP для машин, отличных от Windows, повышение производительности за счет агрессивного кэширования базы данных аренды, ведение журнала активности DHCP и автоматическое заполнение определенных полей сетевого интерфейса.
Windows Server 2008 R2 поддерживает до 64 физических процессоров или до 256 логических процессоров на систему (только редакции Datacenter и Itanium могут использовать возможности 64 физических процессоров; Enterprise поддерживает только 8). Новые службы инфраструктуры классификации файлов позволяют хранить файлы на выделенных серверах на предприятии на основе соглашений об именовании, релевантности бизнес-процессам и общей корпоративной политики.
Server Core включает в себя подмножество .NET Framework, что позволяет использовать некоторые приложения (включая веб-сайты ASP.NET и Windows PowerShell 2.0).
Улучшение производительности стало одним из основных направлений работы над этим выпуском; Microsoft заявила, что была проделана работа по сокращению времени загрузки, повышению эффективности операций ввода-вывода и общему повышению скорости работы устройств хранения данных, особенно iSCSI.
Active Directory имеет несколько новых функций при повышении функциональных уровней леса и домена до Windows Server 2008 R2: две добавленные функции — это Authentication Mechanism Assurance и Automatic SPN Management. При повышении функционального уровня леса функция корзины Active Directory становится доступной и может быть включена с помощью модуля Active Directory для PowerShell.

## Пакет обновления
9 февраля 2011 года Microsoft официально выпустила Service Pack 1 (SP1) для Windows 7 и Windows Server 2008 R2 для OEM-партнеров. Помимо исправления ошибок, он вводит две новые основные функции: RemoteFX и Dynamic Memory. RemoteFX позволяет использовать поддержку графического оборудования для 3D-графики в виртуальной машине на базе Hyper-V. Dynamic Memory позволяет виртуальной машине выделять только столько физической оперативной памяти, сколько временно необходимо для ее выполнения. 16 февраля SP1 стал доступен для подписчиков MSDN и TechNet, а также для клиентов с корпоративным лицензированием. С 22 февраля SP1 доступен для загрузки через Центр загрузки Microsoft и в Центре обновления Windows.

## Системные требования
Системные требования для Windows Server 2008 R2 следующие: 
Процессор
Процессор 1,4 ГГц x86-64 или Itanium 2
Память
Минимум: 512 МБ ОЗУ (может ограничить производительность и некоторые функции)
Рекомендуется: 2 ГБ ОЗУ
Максимум: 8 ГБ ОЗУ (Foundation), 32 ГБ ОЗУ (Standard) или 2  ТБ ОЗУ (Enterprise, Datacenter и Itanium)
Экран
Super VGA (800×600) или выше
Требования к дисковому пространству
Минимум (версии выше Foundation): 32 ГБ или больше
Минимум (версия Foundation) 10 ГБ или больше.
Компьютеры с объемом оперативной памяти более 16 ГБ требуют больше дискового пространства для файлов подкачки и дампа.
Другой
DVD-привод, клавиатура и мышь, доступ в Интернет (требуется для обновлений и онлайн-активации)

## Окончание поддержки
Поддержка Windows Server 2008 R2 RTM без установленного Service Pack 1 завершилась 9 апреля 2013 года. Основная поддержка Windows Server 2008 R2 SP1 закончилась 13 января 2015 года, а расширенная поддержка завершилась 14 января 2020 года. В этот же день Microsoft закончила поддержку и Windows Server 2008. Платная поддержка для корпоративных серверов завершилась 10 января 2023 года. Для Windows Server 2008 R2 в Microsoft Azure обновления безопасности были бесплатными и выпускались до 9 января 2024 года .